# Sergio Cervato
Sergio Cervato (22 d'octubre de 1929 - 9 d'octubre de 2005) fou un futbolista italià, que jugava en la posició de defensa.
Va jugar principalment amb l'ACF Fiorentina, equip amb el qual va jugar com a titular la final de la Copa d'Europa de 1957, que el seu equip va perdre 2-0 contra el Reial Madrid.
Va formar part de l'equip italià a la Copa del Món de 1954 i hom el recorda a com un especialista de la pilota aturada.